# Westelijke woelpad
De westelijke woelpad (Spea hammondii) is een gravende, pad-achtige kikker uit de familie Scaphiopodidae. De soort werd voor het eerst wetenschappelijk beschreven door Spencer Fullerton Baird in 1859. Lange tijd was de geslachtsnaam Scaphiopus, waardoor deze nog weleens opduikt.

## Uiterlijke kenmerken
De westelijke woelpad bereikt een lichaamslengte tot 6,5 centimeter. Zoals alle woelpadden heeft ook deze soort een gedrongen en bijna rond lijf, grote ogen en de kikker kan zich bij een aanval opblazen met lucht waardoor hij een beetje op een kogelvis lijkt; een ballon met ogen en kleine pootjes. De kleur is erg variabel; groen, grijs of bruin tot zwart en soms een tekening, vlekken of stippen. Wel dragen bijna alle exemplaren grotere wratten op de rug en flanken die aan de bovenzijde. Deze hebben een lichtere kleur en lijken daardoor op een puistje. Het gif is erg zwak en heeft een opmerkelijke pindakaas-achtige geur. Het gif irriteert de slijmvliezen.

## Verspreiding en habitat
Deze kikker komt voor in noordwestelijk Mexico en het westen van de Verenigde Staten, in de staten Arizona, Californië en New Mexico. De habitat bestaat uit vlakke en zanderige gebieden waar hij kan graven, want woelpadden leiden een ondergronds bestaan hoewel ze geen lange tunnels of holen maken. Om zich in te graven hebben de achterpoten een schoffel-achtig uitsteeksel.

## Levenswijze en ontwikkeling
De westelijke woelpad is een opportunistische diersoort die twee derde van het leven onder de grond zit en zich in een soort sluimertoestand bevindt, een soort winterslaap. Deze heeft echter geen vast begin- of eindpunt; iedere keer als er een nattere periode aanbreekt wordt de kikker actief, als het droger wordt graaft hij zich weer in. Het is een nachtactieve soort die leeft van insecten en wormen.
Omdat deze soort zich veelal in tijdelijke plassen voortplant, is enige haast geboden en de larven ontwikkelen zich in een tijdsbestek van 6 weken tot juveniel, veel Nederlandse soorten doen daar ruim twee keer zo lang over. Als een plas waarin de kikkervisjes leven dreigt uit te drogen, scheiden ze een soort stresshormoon af dat een versneld groeiproces veroorzaakt. Hoewel vele soorten amfibieën dit verschijnsel kennen, kunnen de larven binnen 4 weken metamorfoseren.